# Jenna Coleman
Jenna Coleman (Blackpool, Lancashire, 27 d'abril de 1986), fins al 2013 de nom artístic Jenna-Louise Coleman. És una actriu anglesa coneguda per aparèixer en Emmerdale Farm i per interpretar a Clara Oswald, acompanyant de l'Onzè Doctor i del Dotzè Doctor, a la sèrie de ciència-ficció britànica Doctor Who, apareixent per primera vegada a Asylum of the Daleks, l'1 de setembre de 2012. Més recentment ha interpretat a la Reina Victòria a la sèrie d'epoca Victoria, a Joanna Lindsay a la minisèrie The Cry i a Marie-Andrée Lecrec a The Serpent.

## Primers anys
Jenna-Louise Coleman. filla de Karen i Keith Coleman, va néixer a Blackpool el 27 d'abril de 1986. Va atendre l'Arnold School, a la mateixa ciutat, on va ser elegida per a liderar la delegació d'estudiants. Durant aquesta etapa de la seva vida va ser membre de la companyia teatral "In Yer Space", amb la qual va formar part de la realització de Crystal Clear al Festival d'Edimburg. Va guanyar un premi per la seva interpretació del personatge Thomasina i l'obra en general va rebre crítiques favorables. Li van oferir una plaça per estudiar el grau d'anglès a la Universitat de York però la va rebutjar per tal d'interpretar a Jasmine Thomas a la sèrie Emmerdale.

## Filmografia

### Televisió
| Any             | Títol                        | Paper                | Notes                         |
| --------------- | ---------------------------- | -------------------- | ----------------------------- |
| 2005            | Children in Need             | Ella mateixa         |                               |
| 2005–2009       | Emmerdale Farm               | Jasmine Thomas       |                               |
| 2006            | Stars in their Eyes          | Ella mateixa         | Especial de famosos 2         |
| 2006            | Loose Women                  | Ella mateixa         | Temporada 10, Episodi 31      |
| 2007            | Soapstar Superstar           | Ella mateixa         | Temporada 2, Episodi 10       |
| 2008            | Loose Women                  | Ella mateixa         | Temporada 12, Episodi 156     |
| 2008            | Loose Women                  | Ella mateixa         | Temporada 13, Episodi 7       |
| 2009            | Waterloo Road                | Lindsay James        |                               |
| 2012            | Titanic                      | Annie Desmond        | 4 episodis                    |
| 2012            | Dancing on the Edge          | Rosie Williams       | 5 episodis                    |
| 2012–2015, 2017 | Doctor Who                   | Clara Oswald         | Temporades 7-9                |
| 2013            | The Five(ish) Doctors Reboot | Ella mateixa         | Paròdia                       |
| 2013            | Death Comes to Pemberley     | Lydia Weckham        | Protagonista                  |
| 2016            | Thunderbirds Are Go          | Baines               | Veu; episodi: "Earthbreaker"  |
| 2016-2019       | Victoria                     | Reina Victòria       | 25 episodis                   |
| 2018            | The Cry                      | Joanna Lindsay       | Protagonista                  |
| 2020            | Inside No. 9                 | Beattie              | Episodi: "Death Be Not Proud" |
| 2021            | The serpent                  | Marie-Andrée Leclerc | Temporada única, 8 episodis   |
| 2021            | Billion Pound Bond Street    | Narradora            | Documental                    |
| 2022            | The Sandman                  | Johanna Constantine  | Protagonista                  |

### Cinema
| Any  | Títol                              | Paper         | Notes                                    |
| ---- | ---------------------------------- | ------------- | ---------------------------------------- |
| 2011 | Captain America: The First Avenger | Connie        |                                          |
| 2012 | Room at the Top                    | Susan Brown   | Emissió retardada per problemes de drets |
| 2012 | Imaginary Forces                   | Ellen         | Curtmetratge                             |
| 2016 | Me Before You                      | Katrina Clark | Germana de Louisa Clark                  |
| 2019 | Corporate Monster                  | Ellen         | Curtmetratge                             |

### Videojocs
| Any  | Títol                                    | Paper          | Notes                                           |
| ---- | ---------------------------------------- | -------------- | ----------------------------------------------- |
| 2010 | Xenoblade Chronicles                     | Princesa Melia | Doblatge a l'anglès (títol original en japonès) |
| 2015 | Lego Dimensions                          | Clara Oswald   |                                                 |
| 2020 | Xenoblade Chronicles: Definitive Edition | Princesa Melia | Doblatge a l'anglès (títol original en japonès) |

### Teatre
| Any  | Títol                  | Paper                   | Notes        |
| ---- | ---------------------- | ----------------------- | ------------ |
| 2011 | Summer Holiday         | Dama d'honor            | [ 17 ]       |
| 2004 | Crystal Clear          | Thomasina               | [ 5 ]        |
| 2009 | Jack and the Beanstalk | Princesa Apricot        | [ 18 ]       |
| 2019 | All My Sons            | Ann Deever              |              |
| 2020 | A Separate Peace       | Infermera Maggie Coates | Obra virtual |